# روره‌دو دی گوآ
رُوِره‌دو دی گوآ (به ایتالیایی: Roveredo di Guà) یک کومونه در ایتالیا است که در استان ورونا واقع شده‌است. روره‌دو دی گوآ ۱۰٫۱۶ کیلومتر مربع مساحت و ۱٬۵۴۲ نفر جمعیت دارد و ۱۶ متر بالاتر از سطح دریا واقع شده‌است.